# Кованчик
Кованчик (укр. Кованчик) — село,
Мачеховский сельский совет,
Полтавский район,
Полтавская область,
Украина.
Код КОАТУУ — 5324083204. Население по переписи 2001 года составляло 215 человек.

## Географическое положение
Село Кованчик находится в 3-х км от левого берега реки Полузерье,
в 0,5 км от сёл Николаевка и Мазуровка.